# Michelino da Besozzo

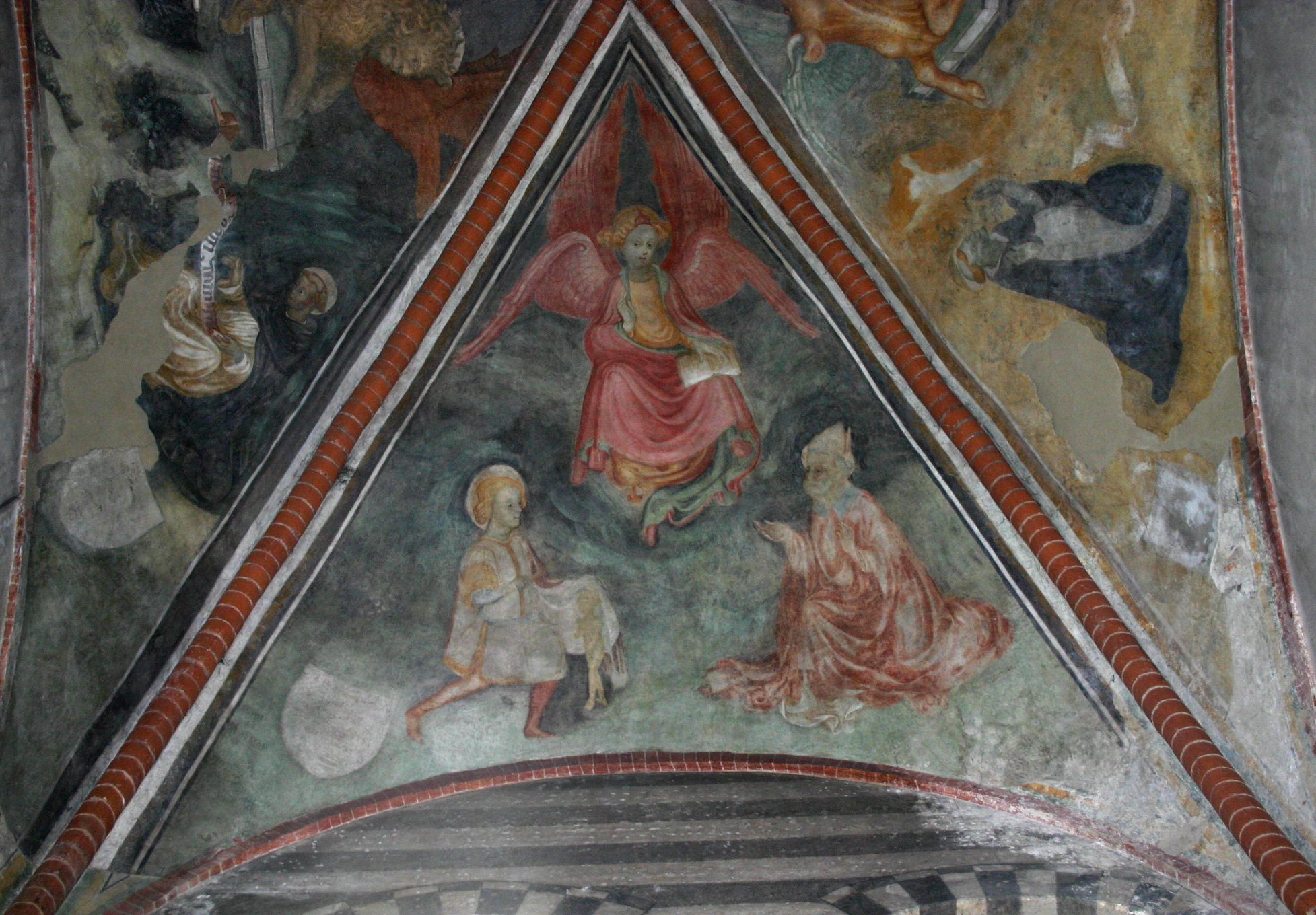
El símbolo del evangelista san Mateo y dos santos, (1440), pintura al fresco, iglesia de sant'Eustorgio, Milán.

Michelino da Besozzo (Besozzo, circa 1370 - 1445), fue un pintor y miniaturista gótico italiano.
Considerado como uno de los mayores exponentes e iniciadores del Gótico internacional, trabajó preferentemente en Lombardía.
En 1388 trabajó en el segundo claustro de la iglesia de San Pietro in Ciel d'oro en Pavía, donde representó al fresco escenas de la vida de San Agustín. Entre 1395 y 1405 Michelino iluminó el Libro de Horas, actualmente conservado en la biblioteca de Aviñón; de la misma época es también el dibujo de la Natività (Milán, Biblioteca Ambrosiana). De 1390 a 1400 son los cuatro santos miniados en pergamino (París, Louvre, Cabinet des Dessins), pertenecientes a un libro de horas desmembrado.
De 1403, fechada, es la miniatura del Elogio funebre di Gian Galeazzo Visconti (1403: París, Biblioteca Nacional de Francia, Ms lat. 5888). De 1404 a cerca de 1418 trabajó en el Véneto; en 1410, contemporáneo de Gentile da Fabriano, es mencionado en Venecia. En 1414 trabajó con miniadores vénetos en el Códice Cornaro, con las Epistole di san Gerolamo (Epístolas de San Jerónimo) (Londres, Biblioteca Británica, Egerton 3266). La tabla con el Matrimonio mistico di santa Caterina (Bodas místicas de Santa Catalina), firmada «Michelinus fecit» (Siena, Pinacoteca Nazionale), se data de alrededor de 1420.
En 1418 regresó a Milán para trabajar para la catedral: en 1421 le pagaron, junto a su hijo Leonardo, por las pinturas del altar dedicado a los santos Julita y Quirico, y entre 1423 y 1425 cobró por proporcionar los dibujos de la vidriera de santa Julita. En torno a 1430 datan los frescos que representan a la Madonna col Bambino e santi (Virgen con niño y santos), de la abadía de Viboldone.
Las últimas obras del maestro parecen ser el fresco con el Cortejo de los Magos realizado para la iglesia de Santa Maria di Podone (Milán, Curia Arzobispal) y, documentados en 1445-1446, los fragmentos del Palazzo Borromeo (Rocca di Angera).
De él escribió Giovanni Alcherio en 1410: 

Pictor excellentissimus inter omnes pictores mundi